# Битка за кланац Светог Николе (1877)
Битка за кланац Светог Николе (вођена 7. децембра 1877), први окршај Другог српско-турског рата. Изненадним нападом српска војска заузела је стратешки важно турско утврђење на планинским прелазима између Србије и Бугарске.

## Позадина
Турско утврђење у теснацу (кланцу) Светог Николе, које је контролисало пут између Пирота и Видина, састојало се од три узастопна шанца (редута), између којих су биле подигнуте колибе за смештај 2 батаљона пешадије и 40-50 коња. Кланац Светог Николе имао је облик седла (превоја), са узвишицама на обе стране. На самом превоју била су подигнута три узастопна шанца (редута), између којих су биле колибе за смештај 2 батаљона пешадије и 40-50 коња, док се по један шанац налазио на обе узвишице. Главно утврђење било је поседнуто једним табором низама и једном четом (30-40) коњаника, Черкеза, док су редути на узвишицама били непоседнути.
Комадант Књажевачке бригаде II класе, капетан Глиша Франић, добио је 6. децембра 1877. наређење да нападне кланац Светог Николе. Капетан Франић је са I књажевачким батаљоном II класе, санитетским одељењем и 2 топа I брдске батерије око 1 сат поподне кренуо из Доброславице у Балта Бериловац, где је стигао око 6 сати увече. Од команданта II батаљона II класе, који је напустио Балта Бериловац и примакао се турском положају све до Равног Бучја, добио је око 5 и 30 вести да турска посада код Светог Николе није велика, али да се очекују 2 табора низама из Чупрена, који су се повлачили пред руском војском. Капетан Франић је реквирирао 15 саоница за ношење рањеника, наредио III батаљону из Доброславице да му се придружи и око 11 сати ноћу кренуо на положај код карауле изнад Великог Бучја, где је стигао 7. децембра у 3 сата ујутро.
Капетан Франић располагао је са 2 батаљона пешадије, пола ескадрона коњице и два брдска топа (III батаљон, због велике удаљености, стигао је на бојиште после битке). Од укупно 8 чета пешадије, две на левом крилу (које је водио потпоручник Обрад Аврамовић) и две на десном крилу (које је водио поручник Хинко Покорни) имале су да скрену са друма и обиђу турски положај са обе стране, предвођене од локалних сељака из Великог Бучја. Потпоручник Аврамовић на левом крилу имао је наређење да не отвара ватру док не чује паљбу са десног крила. Пошто су превој Светог Николе и околни висови били прекривени снегом, а терен необично стрм и непроходан, српској артиљерији није било могуће да скрене са друма. Зато су све преостале снаге имале су да наступају друмом, под непосредном командом капетана Франића.

## Битка
Српско наступање почело је 7. децембра у 4 ујутро, по густој магли. Примакавши се непримећен до испод турског положаја, капетан Франић послао је III и IV чету II батаљона напред расуте у стрелце, док се се српски топови разместили на самом друму, са преостале две чете и коњицом у резерви. Прва пушка на десном крилу опалила је око 7 и 30, после чега се осула паљба са обе стране, праћена бојним поклицима. Српски топови отворили су ватру и испалили 4 метка само због моралног ефекта, пошто су турски шанчеви били сувише високо и потпуно заклоњени густом маглом. За то време, док су 4 чете на крилима одвлачиле пажњу бранилаца, 2 чете на центру под командом народног командира Димитрија Ристића пењале су се уз стрмину испод превоја Светог Николе непримећене од непријатеља. Испевши се на ивицу превоја, III и IV чета II батаљона отвориле су ватру на само 70-80 корака од турског шанца. Под њиховом заштитом топови и остатак снага на центру кренули су напред уз стрмину. Нападнути са три стране, Турци су се бранили. Када су се српски топови успели на ивицу превоја и испалили 8 метака, српска пешадија је кренула на јуриш бајонетима. Турци га нису дочекали, већ су највећом брзином узмакли на једину слободну страну, друмом према Белоградчику. Међу првима у турски шанац је ускочио бригадни ађутант, поручник Веселин Поповић, а истакли су се и водници I батаљона Ђорђе Радовановић и Милутин Милојковић. У 8 и 30 положај је био у српским рукама. Српска коњица гонила је бегунце око пола часа хода (око 3 км), посекавши неколико заосталих.

## Последице
Пушчана борба трајала је око сат времена, али су губици на обе стране били мали, због магле.  Турски губици износили су укупно 5 погинулих: тројица су нађена у шанчевима, а још двојицу посекла је српска коњица током гоњења. Српска војска имала је 3 погинула, 4 тешко (један је преминуо истог дана) и 9 лакше рањених. Заробљене су 4 турске пушке типа Снајдер, знатна количина муниције и 12 коња, док је потрошено 6.551 фишек Гринове муниције (око 6,5 по човеку) и 24 топовске гранате.

### Српски губици
| Број | Чин       | Име                 | Одакле је | Напомена |
| ---- | --------- | ------------------- | --------- | -------- |
| 1.   | двајесник | Станоје Миленовић   | Зоруновац | Погинуо  |
| 2.   | редов     | Алекса Стојановић   | Васиљ     | Погинуо  |
| 3.   | редов     | Димитрије Савић     | Књажевац  | Погинуо  |
| 4.   | редов     | Младен Павловић     | Књажевац  | Погинуо  |
| 5.   | водник    | Милутин Милојковић  | Васиљ     | Рањен    |
| 6.   | водник    | Војин Бранковић     | Понор     | Рањен    |
| 7.   | редов     | Љубисав Миловановић | Бучје     | Рањен    |
| 8.   | редов     | Сима Станковић      | Понор     | Рањен    |
| 9.   | редов     | Милоје Ђорђевић     | Репушница | Рањен    |
| 10.  | редов     | Милош Првуловић     | Дејановац | Рањен    |
| 11.  | редов     | Васије Ивановић     | Дрвеник   | Рањен    |
| 12.  | редов     | Милен Миловановић   | Кандалица | Рањен    |
| 13.  | редов     | Миленко Игњатовић   | Алдинац   | Рањен    |
| 14.  | редов     | Ћира Радојковић     | Јелашница | Рањен    |
| 15.  | редов     | Милан Радојковић    | Јелашница | Рањен    |
| 16.  | редов     | Марјан Маринковић   | Јаковац   | Рањен    |

### Одликовани за храброст
| Број | Чин              | Име                   | Одакле је   | Орден                                                    | Јединица   |
| ---- | ---------------- | --------------------- | ----------- | -------------------------------------------------------- | ---------- |
| 1.   | народни командир | Димитрије Ристић      |             | Крст Светог Ђорђа IV степена и Златна медаља за храброст | II батаљон |
| 2.   | редов            | Никола Јеленковић     | Крента      |                                                          | II батаљон |
| 3.   | редов            | Миленко Николић       | Жлне        |                                                          | II батаљон |
| 4.   | водник           | Ђорђе Радовановић     |             | Крст Светог Ђорђа IV степена и Златна медаља за храброст | I батаљон  |
| 5.   | водник           | Милутин Милојковић    |             | Крст Светог Ђорђа IV степена и Златна медаља за храброст | I батаљон  |
| 6.   | водник           | Илија Гајић           | Књажевац    |                                                          | I батаљон  |
| 7.   | редов            | Јевта Милојевић       | Соколовица  |                                                          | I батаљон  |
| 8.   | редов            | Василије Милосављевић | Књажевац    |                                                          | I батаљон  |
| 9.   | редов            | Јанко Милојковић      | Булиновац   |                                                          | I батаљон  |
| 10.  | редов            | Димитрије Жикић       | Књажевац    |                                                          | I батаљон  |
| 11.  | редов            | Радојко Радосављевић  | Влашко Поље |                                                          | I батаљон  |
| 12.  | редов            | Сибин Војиновић       | Штипина     |                                                          | I батаљон  |
| 13.  | редов            | Љубисав Миловановић   | Бучје       | Крст Светог Ђорђа IV степена                             | I батаљон  |
| 14.  | редов            | Младен Павловић       | Књажевац    |                                                          | I батаљон  |